# タカギ
株式会社タカギ（TAKAGI CO.,LTD.）は、福岡県北九州市小倉南区に本社を置く、水栓・浄水器などの水周り製品の製造・販売をおこなう企業である。

## 沿革
- 1961年 5月 髙城寿雄が創業、プラスチック中空成型機および金型の製造を始める。
- 1977年 4月 主力製品を家庭日用品に切り替える。
- 1979年11月 会社設立
- 2005年 7月 ISO9001、ISO14001取得
- 2009年 4月 テレビCM並びに製品パッケージに英語表記の「takagi」を記した新ロゴを導入。
- 2012年 4月 子会社だった高城精機製作所と合併。

## 主要製品
浄水器
当社が販売する浄水器の交換用カートリッジは自社の専用工場内にあるクリーンルームにて製造し、家族構成によって異なる交換サイクルに連動して当社から定期的に配送する独自システムを採用しており、店頭では販売されていない。
- みず工房 - キッチン水栓に本格的な浄水器を組み込んだ蛇口一体型浄水器（新築住宅はもちろん、既存蛇口からの交換にも対応）の総称。

現行モデルは主に６種類あり、通常のシャワーに比べ約10%節水できるエコシャワーを搭載し、壁出し型など多彩なバリエーションをもつ「みず工房エコ」、デザインと機能性を兼ね備えた「みず工房グース」、高級感をカタチにしたハイエンドモデル「みず工房コンバージェンス」、専用分岐水栓を付属し、食器洗い乾燥機を特別な器具を用いずスッキリと直に接続できる「みず工房エクシード」、シンプルでリーズナブル、主に新築マンション等で多くのシェアを誇る「みず工房スタンダード」、デザインを重視した最新モデル「クローレ」がある。また他社の一般的な水栓と違い、一台ずつ固有のシリアルナンバーが貼付されており、登録することで誰が何の機種を使用しているか把握しているため、万が一トラブル等が起きても即座に対応できるシステムを構築している。またそれはインターネットだけでなくフリーダイヤルで24時間いつでも受付を行い、最多時は約100名からなる社内でも特別なスタッフで構成された専用コールセンターにて上記カートリッジの使用者名を厳重に管理し、発送も社内の物流スタッフが行う、といった具合にほとんど全て社内で完結させる徹底した体制で運営がなされており、それらは一般の人も見学（予約が必要）できる。
- みず工房ミニ - 蛇口直結型浄水器

賃貸住宅など、蛇口一体型浄水器に交換できない場合に最適なコンパクト設計の蛇口直結型。工事不要で簡単に取り付けられる簡易型の浄水器。
散水用品
- 散水ノズル
- シャワー
- オーロラ - ホースリール

さまざまなタイプが販売されており、ハンドル・持ち手を折り畳んでコンパクトに収納できる「オーロラNANO」、ホース自動巻き取り機能を搭載した「オーロラX」、耐荷重100kgのカバーを採用し、踏み台として使用できる「オーロラSTEP」、巻き取り機能・カバー付「オーロラBOXY」などがある。
他

## テレビCM
近年、「水をデザインする。」というキャッチフレーズのもと下記ホームページを展開し、蛇口一体型浄水器などタカギ製品のCM放映をテレビでも行なっている。全国ネット番組のスポンサーは2007年から開始しており、現在も継続している。一方で地域ごとの限定での提供番組も多い。（東京地区・大阪地区・名古屋地区・福岡地区など）また、スポットCMで流されることもある。
CM中で自社名の"TAKAGI"と英語で発音する女性は、ロシア人である。
さらに2015年よりヒトが健康な生活をおくる上で、また身体を組成する体液の7割程度を占める水分を改めて注視し「人って、水だ。」のコピーを用いて、タレントの山口智子が1年ずつ更新する契約でイメージキャラクターとしてCMおよびカタログなどに登場するが、契約にあたり工場なども視察し、また実際に自宅でもキッチンにて使用している。
現在の提供番組
- Mr.サンデー（フジテレビ・関西テレビ制作、2011年4月 - ）
- 朝だ!生です旅サラダ（朝日放送制作・テレビ朝日系列、2013年10月 - ）※キング醸造に替わって番組を提供。
- 得する人損する人（日本テレビ系列）

過去の提供番組
- 情報プレゼンター とくダネ!（フジテレビ制作、2010年4月 - ）※水曜日の前半枠に提供
- めざましどようび（フジテレビ制作、2010年4月 - ） ※8時台に提供
- 明石家さんちゃんねる（TBS系列、開始時 - 2008年9月）
- 秘密のケンミンSHOW（読売テレビ制作・日本テレビ系列、2008年10月 - 2009年9月）
- ダウンタウンDX（読売テレビ制作・日本テレビ系列、2009年10月 - 2010年3月）

## 本社移転について
北九州市が現社屋敷地の一部を都市計画による道路建設予定としており、会社全体で立ち退きを余儀なくされていることから、これに代わる新本社工場等の拠点を設けるべく、2015年に区内大字堀越に用地を確保、開発許可を得た。2017年の時点では敷地造成と土砂災害防止の山留工事を進めており、2020年度には建物の建設に着手、2023年度の移転を目指す。新本社にはコールセンターや浄水器などの製造拠点を集約。滑走路を併設し、グライダーなどの離着陸ができる。総事業費は200億円。

### 新本社の概要
- 敷地面積：16.5万平方メートル
- 社屋：鉄筋コンクリート7階建て
- 延べ床面積：6.6万平方メートル
- 託児所、グラウンド、ソフトボールの練習場、500mの滑走路などを併設

## 特色
福利厚生の一環として、モーターグライダーやプロペラ機を所有し、2019年8月にはホンダジェットを購入しており、新本社には滑走路も併設される予定である。これらは、操縦免許を持つ社員や、大学のサークルなどにも開放されている。